# Netelia semirufa
Netelia semirufa là một loài tò vò trong họ Ichneumonidae.